# Bitwa koło Falklandów
Bitwa koło Falklandów – bitwa morska podczas I wojny światowej, stoczona 8 grudnia 1914 roku pomiędzy okrętami brytyjskimi a niemieckimi, zakończona całkowitym zwycięstwem brytyjskim i rozgromieniem niemieckiej Wschodnioazjatyckiej Eskadry Krążowników wiceadmirała hrabiego von Spee, działającej od początku wojny na południowym Pacyfiku i Atlantyku.

## Tło bitwy
1 listopada 1914 roku niemiecka Wschodnioazjatycka Eskadra Krążowników admirała hrabiego Maximiliana von Spee rozgromiła zespół brytyjskich krążowników w bitwie pod Coronelem u wybrzeży Chile. Porażka ta wywołała duże zaniepokojenie w Wielkiej Brytanii, z uwagi na otwarcie Niemcom drogi na południowy Atlantyk lub Kanałem Panamskim na Morze Karaibskie, w celu prowadzenia działań rajderskich przeciw brytyjskiej żegludze i transportom.
Już 4 listopada nowy dowódca marynarki brytyjskiej (Pierwszy Lord Morski), mianowany kilka dni wcześniej emerytowany, choć energiczny admirał John „Jackie” Fisher, cieszący się poparciem Pierwszego Lorda Admiralicji Winstona Churchilla, zdecydował o wysłaniu tam z Wielkiej Brytanii dwóch krążowników liniowych HMS „Invincible” (okręt flagowy) i HMS „Inflexible”. Oba okręty wyszły z Portsmouth 11 listopada, pod dowództwem wiceadmirała sir Fredericka C. Dovetona Sturdee. 26 listopada oba okręty dopłynęły do brazylijskiego archipelagu Abrolhos, gdzie połączyły się z oczekującą tam eskadrą kontradmirała Archibalda Stoddarta w składzie trzech krążowników pancernych: HMS „Carnarvon”, „Cornwall” i „Kent” oraz dwóch krążowników lekkich: „Glasgow” (ocalały spod Coronela) i „Bristol”. Brytyjski zespół następnie skierował się do Port Stanley na Falklandach.
Wiceadmirał Spee tymczasem zdecydował się przejść na południowy Atlantyk i prowadzić tam działania rajderskie, mając wolną rękę daną przez dowódcę floty adm. Hugo von Pohla (mimo opinii ministra marynarki von Tirpitza, że von Spee powinien przedrzeć się do Niemiec). Dalsze działania von Spee były jednak wyjątkowo opieszałe i dopiero 1 grudnia jego zespół opłynął przylądek Horn. Brytyjczykom sprzyjało szczęście, gdyż Sturdee również dopuścił się kilkudniowej zwłoki sądząc, że Spee pozostaje na wodach chilijskich i dopłynął na Falklandy dopiero 7 grudnia. Ponadto, mimo braku dbałości Brytyjczyków o zachowanie tajemnicy, do Niemców nie docierały informacje nadawane przez stacje brzegowe o obecności silnego brytyjskiego zespołu.
6 grudnia von Spee, mimo negatywnej opinii dowódców części okrętów, zdecydował się zaatakować Port Stanley w celu zniszczenia brytyjskiej radiostacji i magazynów węgla oraz wzięcia do niewoli gubernatora, sądząc, że port jest opuszczony z jednostek bojowych. Tak w istocie było tuż po bitwie pod Coronelem, lecz 8 listopada dotarł tam ocalały z bitwy stary pancernik – przeddrednot HMS „Canopus” i lekki krążownik „Glasgow”. Po uzupełnieniu węgla opuściły one wyspy, lecz 12 listopada „Canopus” został skierowany z powrotem do Port Stanley i tam osadzony na mieliźnie przy brzegu w charakterze pływającej baterii (jego główne uzbrojenie stanowiły 4 działa 305 mm). Od 7 grudnia w Port Stanley przebywała brytyjska eskadra, uzupełniając zapasy i przygotowując się do wyjścia następnego dnia w morze w celu poszukiwania Niemców u brzegów Chile. Wyjście Brytyjczyków w morze spowodowałoby niebezpieczeństwo minięcia się obu zespołów, lecz w dalszym ciągu Brytyjczykom sprzyjało szczęście i atak niemiecki nastąpił tego dnia.

## Siły
Brytyjskie okręty HMS „Invincible” i HMS „Inflexible” były znacznie potężniejsze od niemieckich, prezentując nowszą klasę krążowników liniowych. Uzbrojone były w 8 dział kalibru 305 mm każdy, podczas gdy niemieckie krążowniki pancerne admirała Spee: SMS „Scharnhorst” i SMS „Gneisenau” miały po 8 dział 210 mm, a co istotniejsze, brytyjskie okręty były szybsze. Mimo to, niemieckie działa również stwarzały zagrożenie dla słabo opancerzonych krążowników liniowych. Poza dwoma krążownikami liniowymi, brytyjska eskadra składała się ponadto z 3 krążowników pancernych HMS „Carnarvon”, HMS „Cornwall” i HMS „Kent” i dwóch krążowników lekkich HMS „Bristol” i HMS „Glasgow” (Niemcy mieli natomiast jeszcze tylko 3 krążowniki lekkie, SMS „Nürnberg”, SMS „Leipzig” i SMS „Dresden”). Oprócz nich, dozór u wejścia do portu pełnił brytyjski krążownik pomocniczy „Macedonia”. W skład niemieckiego zespołu wchodziły także 3 transportowce z węglem dla okrętów.

## Przebieg bitwy
Spee zaatakował rano 8 grudnia 1914. Okręty niemieckie podeszły pod Port Stanley z południowego zachodu. Pierwsze wysłano krążownik pancerny „Gneisenau” i lekki „Nurnberg” w celu rozpoznania, czy port jest pusty. Dzięki dobrej pogodzie, już o 7.45 rano dostrzeżono z wyspy niemieckie okręty i o 9.20 ogień otworzył do nich pancernik „Canopus”, trafiając „Gneisenau” jednym pociskiem (pocisk jednak nie wyrządził szkód, gdyż okazał się ćwiczebny, przygotowany na mające nastąpić ćwiczenia). Ku wyjściu z portu pierwszy skierował się krążownik pancerny HMS „Kent”. Pomimo ostrzelania podchodzących okrętów przez HMS „Canopus”, oba krążowniki niemieckie pod dowództwem komandora Otto Maerkera ponownie skierowały się w stronę Port Stanley. Niemcy zauważyli w porcie trójnożne maszty ciężkich okrętów, ale nie będąc świadomi obecności okrętów brytyjskich w tym rejonie, wzięli je omyłkowo za japońskie pancerniki „Settsu” i „Kawachi”, które nie stwarzały zagrożenia, będąc wolniejsze od niemieckich okrętów. Dostrzegając niebezpieczeństwo, von Spee zawrócił ze swoją eskadrą, uchodząc na południowy wschód, w kierunku otwartego morza, z prędkością 22 węzłów.
Uchodząc bez walki, adm. Spee naraził się na pościg sił brytyjskich. Stracił przy tym jedyną szansę zablokowania floty brytyjskiej znajdującej się w porcie poprzez zatopienie jakiegoś okrętu w torze wodnym. Okręty brytyjskie miały bardzo ograniczone warunki manewrowania i nie mogły wykorzystać w pełni swojego uzbrojenia.
Po podniesieniu pary, po godz. 10 za niemieckimi okrętami wyszła z portu w pościg eskadra brytyjskich krążowników, bez krążownika lekkiego „Bristol”, w którym naprawiano turbinę. Początkowo brytyjskie krążowniki liniowe nie rozwijały maksymalnej prędkości, chcąc utrzymać zespół z wolniejszymi krążownikami pancernymi, lecz gdy Niemcy zaczęli się oddalać, o 11.20 oba krążowniki liniowe wraz z krążownikiem lekkim „Glasgow” zwiększyły prędkość i w konsekwencji, Brytyjczycy stopniowo skracali dystans.
O 12.47 okręty brytyjskie oddały pierwsze, niecelne strzały, z dużej odległości 15 km. Widząc, że nie zdoła uciec, Spee wydał o 13.20 lekkim krążownikom rozkaz oderwania się od przeciwnika na południe, a sam z „Scharnhorstem” i „Gneisenau” postanowił przyjąć walkę, zmieniając kurs na wschodni. Identyfikując już prawidłowo przeciwnika, Spee zdawał sobie sprawę, że jego jedyną szansą było pogorszenie pogody lub podjęcie walki artyleryjskiej, w której jego okręty mogły też wyrządzić szkody stosunkowo słabo opancerzonym krążownikom liniowym.
Krążowniki lekkie natychmiast odłączyły się od eskadry, ale adm. Sturdee wysłał w ślad za nimi swoje lekkie krążowniki. Bitwa przekształciła się w trzy niezależne starcia.

### Starcie sił głównych
Po zwrocie na wschód w ślad za Niemcami, brytyjskie krążowniki liniowe starły się z niemieckimi krążownikami pancernymi, płynąc równolegle do nich. Przez pierwsze pół godziny jedynie kilka pocisków trafiło niegroźnie okręty niemieckie, lecz również „Invincible” został trafiony. Około 14 Niemcy zmienili kurs, odchodząc na południe i próbując oderwać się, lecz Brytyjczycy po pewnym czasie powtórzyli ten manewr i o 14.45 otworzyli ponownie ogień.
Pomimo większego zasięgu artylerii brytyjskiej, walka była toczona na dystansie, na którym niemiecka artyleria również była skuteczna (11-14 km), jednak ogień obu stron na duże odległości był mało celny.
Około godziny 15 Niemcy zdecydowali zwrócić się ku okrętom brytyjskim i skrócić dystans, wprowadzając do akcji także artylerię średnią 150 mm. Było to jednak korzystne dla Brytyjczyków, których cięższe salwy burtowe okazały się teraz celniejsze i Brytyjczycy stopniowo uzyskiwali przewagę. O 15.12 zauważono pożar na „Scharnhorście” i osłabienie prowadzonego ognia. Spee rozkazał „Gneisenau” oderwać się od przeciwnika, a sam na uszkodzonym „Scharnhorście” zachował się tak samo jak adm. Cradock w bitwie pod Coronelem i skierował się w kierunku brytyjskich krążowników liniowych, by ściągnąć na siebie ich ogień. Zaraz po wykonaniu zwrotu i zatoczeniu koła przez brytyjskie okręty, „Scharnhorsta” trafiło kilka pocisków, które przesądziły jego los. W wyniku uszkodzeń przechylił się na burtę i szybko zatonął wraz z całą 860-osobową załogą, w tym admirałem von Spee, o 16.17.
„Gneisenau” dalej płynął z mniejszą prędkością 18 węzłów i toczył walkę z brytyjskimi krążownikami liniowymi, które się rozdzieliły i do których wkrótce dołączył krążownik pancerny HMS „Carnarvon”. O 17.30 „Gneisenau” został unieruchomiony, z przechyłem na prawą burtę, lecz prowadził dalej ogień, aż o 18.02 zatonął. Z 850 członków załogi uratowano jedynie 190 marynarzy, ale 20 z nich zmarło.

### Pojedynek lekkich krążowników
W czasie starcia sił głównych, pozostałe krążowniki brytyjskie ścigały uciekające lekkie krążowniki niemieckie. Najwolniejszy z niemieckich okrętów „Leipzig” (uzbrojenie – 10 dział 105 mm) zdecydował podjąć walkę w celu umożliwienia odwrotu pozostałym okrętom i cel częściowo osiągnął, absorbując najszybszy brytyjski krążownik lekki „Glasgow” (2 × 152 mm, 10 × 102 mm) oraz krążownik pancerny „Cornwall” (14 × 152 mm, bliźniak „Monmouth” zatopionego pod Coronelem).
„Leipzig” ostrzeliwany z dwóch stron z odległości 8-9 km, walczył aż do wieczora i wystrzelał cały zapas amunicji. W wyniku szalejących na jego pokładzie pożarów załoga ok. godziny 20 otworzyła zawory denne i zatopiła okręt. Uratowano jedynie 7 oficerów i 11 marynarzy z 285 osób.
„Nürnberg” (10 × 105 mm) stoczył pojedynek z krążownikiem pancernym „Kent” (14 × 152 mm) i zdołał go uszkodzić. Jego oderwanie się od przeciwnika było prawie przesądzone, ale niespodziewanie wybuchły na nim dwa kotły. Po dalszych trzech godzinach pojedynku „Nürnberg” zatonął o 19.26. Z załogi zginęło 327 marynarzy, uratowano 12, z których 5 jednak zmarło. Na „Kencie” uległa rozbiciu radiostacja, przez co, do momentu powrotu krążownika po południu następnego dnia, los okrętu był nieznany (w toku boju otrzymał 36 trafień, zginęło 4 ludzi).
Jedynie „Dresden” zdołał umknąć pogoni.

### Zatopienie okrętów zaopatrzeniowych
Eskadrze niemieckiej towarzyszyły trzy statki zaopatrzeniowe, z których dwa „Baden” i „Santa Isabel” zostały zdobyte, a następnie zatopione przez krążownik lekki HMS „Bristol”, który wyruszył z portu po ukończeniu naprawy i krążownik pomocniczy HMS „Macedonia”. Trzeci statek „Dresden” (nie mylić z krążownikiem o tej nazwie) zdołał uciec i został później internowany w Chile.

## Podsumowanie
Brytyjczycy nie stracili w bitwie ani jednego okrętu i mimo licznych trafień ich okrętów, uszkodzenia ich nie były poważne, a straty w ludziach – minimalne (zginęło 10 marynarzy brytyjskich). „Invincible” został trafiony 22 razy (bez strat w załodze), „Inflexible” 3 razy, „Cornwall” 18 razy, a „Kent” aż 36 razy. Jeden z pocisków „Scharnhorsta” trafił „Invincible” tuż obok komory amunicyjnej prawoburtowej wieży dział 305 mm, lecz na szczęście dla Brytyjczyków nie wybuchł, co mogłoby zakończyć się zatonięciem okrętu, podobnie jak podczas późniejszej bitwy jutlandzkiej. Z drugiej strony, pomimo wystrzelania przez brytyjskie krążowniki liniowe większości zapasu amunicji, „Scharnhorst” został trafiony jedynie ok. 40 razy, a „Gneisenau” ok. 34 razy. Po stronie niemieckiej zginęło ok. 2200 marynarzy, łącznie z admirałem Spee i jego dwoma synami: Heinrichem (na „Gneisenau”) i Ottonem (na „Nurnberg”). Niewątpliwie mimo przewagi jakościowej i liczebnej okrętów brytyjskich, taki wynik starcia i fakt, że w ogóle doszło do przechwycenia niemieckiej eskadry, był w dużej mierze kwestią szczęścia i błędów popełnionych przez niemieckiego dowódcę.
SMS „Dresden” przez kolejne trzy miesiące kluczył w pobliżu wybrzeży chilijskich, ukrywając się przed brytyjskimi okrętami. 14 marca 1915 został przechwycony przez brytyjskie krążowniki przy wyspach Juan Fernandez. Po krótkim pojedynku załoga wywiesiła białą flagę, otworzyła zawory denne i zatopiła okręt.